# Виссарион (Стретович)
Митрополит Виссарион (в миру Василий Александрович Стретович; 4 декабря 1953, село Поляна, Коростенский район, Житомирская область, УССР) — архиерей Украинской Православной Церкви (Московского Патриархата), с 22 июня 1993 года управляет Овручской и Коростенской епархией. Тезоименитство — 19 июня.

## Биография
Родился 4 декабря 1953 года в селе Поляна Коростенского района Житомирской области.
В 1971 году окончил среднюю школу.
В 1972 году призван в Советскую Армию. После армии работал водителем в селе Мелени Житомирской области.
В 1975—1979 годах учился в Московской духовной семинарии, а в 1979—1983 годах учился в Московской духовной академии.
1 апреля 1983 года пострижен в монашество с наречением имени в честь святого Виссариона Египетского.
В 1983—1986 годах — клирик Преображенского кафедрального собора города Житомира.
В 1986—1987 годах — клирик храма Рождества Богородицы в с. Белокоровичи Житомирской области.
В 1987—1992 годах — клирик Свято-Васильевского собора города Овруч, благочинный округа.
30 марта 1990 года возведён в сан игумена.
В 1991—1992 годах настоятель Спасо-Преображенского собора в городе Овруч.
23 августа 1992 года возведён в сан архимандрита.
24 августа 1992 года хиротонисан во епископа Коростенского, викария Житомирской епархии.
22 июня 1993 года после образования самостоятельной Овручской и Коростенской епархии назначен её правящим архиереем.
23 ноября 2000 года возведен в сан архиепископа.
19 декабря 2010 года возведён в сан митрополита.
С 10 февраля по 14 июня 2011 года временно управлял Житомирской епархией.

## Публикации в изданиях Киевской митрополии
- «Бог как источник света и красоты»;
- «Вся премудростию сотворил еси…»;
- «Библейские свидетельства о Божестве Сына Божия»;
- «Догматическое основание молитвы Церкви за усопших»;
- «Богословское обоснование иконопочитания и его значение для жизни Церкви»;
- «Единство Христовой Церкви и грех церковного раскола»
- «Христианская любовь».

## Награды
- орден преподобного Серафима Саровского II степени (2 декабря 2013)[3]
- орден «Святой князь Владимир»
- орден прп. Сергия Радонежского II степени (2003)